# 原全教
原 全教（はら ぜんきょう、1900年5月18日 - 1981年11月）は、日本の登山家。
石川県金沢市川除町生まれ。旧名・坂部武二。8人兄弟姉妹（上から男2人、女6人）の次男。
1917年神田電機学校（現東京電機大学）卒、1917年から雲水修行に入り北陸路を歩く。その後東京市役所都市計画課に勤務し1943年退職。兵役は1937年から2年間、満蒙へ出征。目黒でガリ版印刷『謄友社』を開業（現在は大田区の株式会社謄友社）。その後「新宿バーテンダースクール」の講師を経て、目黒区自由が丘にトリスバー「アイガー」を開店。その後亡くなるまで渋谷区恵比寿駅近くに焼き鳥バー「すず」を経営。没後は嫡男原信彦が後を継ぎ、再開発で立ち退きするまで営業していた。元奥武蔵研究会顧問。
木暮理太郎、田部重治に続いて1925年頃から奥秩父に分け入り、その景観、古風俗、史実、人情美への礼賛は凡庸ならざるものがあり、尾崎喜八をして秩父の王子と言わしめた。その著作『奥秩父 正・続』は奥秩父全書として申し分のないものであり、空前絶後の山書と言われている。

## 著書
- 『奥秩父 正・続』朋文堂
- 『奥秩父』朋文堂　昭和17年出版。前二作の増補改訂とされている
- 『奥秩父研究』 朋文堂
- 『多摩・秩父・大菩薩』 朋文堂
- 『東京附近の谷歩き』朋文堂
- 『奥秩父回帰』 河出書房新社

## 寄稿・執筆
- 『秩父山塊』三省堂
- 『登山講座』山と渓谷社
- 『文学に見る日本の川』日本週報社

## 未完
- 『山寺の歴史（仮）』スポンサーの急逝により頓挫
- 『東京附近の谷歩き（続編）』戦火により原稿焼失
- 『上越のスキー登山』戦火により原稿焼失
- 『冬の南アルプス』戦火により原稿焼失
- 『東京附近の山歩き』出版元の明正堂書店社長木村孝一の急逝で中断（原稿は現存か）